# Catalani
I catalani sono il gruppo etnico e la nazionalità associati alla Catalogna, e, da taluni in senso politico, ai cosiddetti Paesi catalani.

## Origini ed espansione
La Catalogna, già abitata sin dal periodo Paleolitico e Neolitico, a partire dalla tarda età del bronzo (1200 a.C. circa) venne colonizzata dalle popolazioni indoeuropee e protoceltiche dei campi di urne provenienti dall'Europa centro-occidentale che si stabilirono in piccoli gruppi in tutta la regione toccando anche i territori dell'attuale comunità Valenzana e dell'Aragona. Queste genti portarono in Catalogna nuove tradizioni come il rito della cremazione del defunto e nuove tecniche agricole e metallurgiche. A partire dalla prima metà del I millennio a.C. comparvero nel territorio catalano gli Iberi che assorbirono le popolazioni preesistenti.
Successivamente Fenici, Cartaginesi e Greci fondarono degli insediamenti lungo la costa tra cui Barcino, di fondazione punica, che può essere considerata l'antenata dell'attuale Barcellona. Annessa dai Romani nel 206 a.C., nel corso della seconda guerra punica, la Catalogna fu profondamente romanizzata e il latino sostituì presto le parlate locali.
A seguito della caduta dell'Impero romano d'Occidente genti germaniche (tra cui i Visigoti), originarie del nord Europa, si insediarono nel territorio imponendosi come dominatori. Nel 718 d.C. gli Arabi invasero la penisola iberica conquistando parzialmente anche la Catalogna, che venne a sua volta presto reinvasa dai cristiani Franchi che la trasformarono in una marca di confine (Marca di Spagna), da cui partì la reconquista cristiana dei territori iberici occupati dai musulmani. In questo periodo iniziò ad emergere una identità propria catalana.

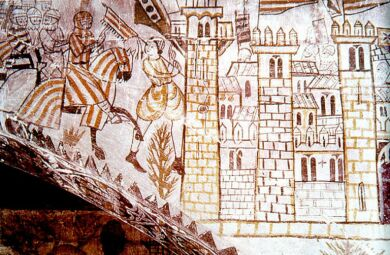
Giacomo I d'Aragona entra a Valencia

Nei secoli successivi la Contea di Barcellona, divenuta intanto indipendente dal potere carolingio e confederatasi con il Regno d'Aragona nel 1137, dando origine alla Corona d'Aragona, continuò la politica di espansione attraverso la conquista della Valencia, delle Baleari e di Sicilia, Sardegna, Suditalia e parte della Grecia. In alcuni casi, a seguito della conquista, certe città vennero ripopolate da coloni catalani, come ad esempio avvenne dopo la conquista del regno di Valencia e del regno di Maiorca durante il XIII secolo e in Sardegna, a Cagliari nel 1326 e ad Alghero, dopo il 1354, in seguito ad una ribellione della popolazione indigena. Ciò portò ad una larga diffusione della lingua e della cultura catalane dando così origine ai poi denominati "Paesi catalani".

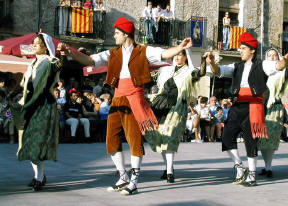
Costumi e danze tipiche

## Concetto esteso
Anche altre popolazioni catalanofone, o tradizionalmente legate per motivi storico-politici alla Catalogna, sono talvolta dette "catalane" sia in senso prettamente linguistico, ma anche politico da parte di alcune frange nazionaliste. Fra queste ultime, la sola attualmente indipendente e avente il catalano come unica lingua ufficiale è Andorra. Gli abitanti del Rossiglione e della Cerdagna settentrionale, regioni storico-geografiche appartenenti attualmente alla Francia e conosciute anche come Catalogna del Nord, vengono generalmente denominati catalani, mentre i catalanofoni di Andorra, della Comunità Valenciana, delle Baleari e della Frangia d'Aragona preferiscono autodefinirsi con i rispettivi gentilizi (andorrans, valencians, mallorquins, menorquins, eivissencs, frangins). Nel caso della città di Alghero, nell'isola di Sardegna, si ha una sostanziale compresenza dei due appellativi: accanto al gentilizio algueresos (algarésus nella pronuncia algherese), ci si riferisce talvolta con l'appellativo catalani (cadelanos / cadelanus in sardo) in Sardegna e catalani di Sardegna nel resto d'Italia.

## Lingue
Le aree storiche europee di lingua catalana sono dette Paesi catalani (Països Catalans). A causa della lunga unione alla Spagna, alla Francia e, per quanto riguarda Alghero, prima al Regno di Sardegna sabaudo e poi all'Italia, è ampiamente diffuso, accanto al catalano, l'uso delle rispettive lingue ufficiali (spagnolo, francese e italiano), sebbene il catalano continui ad essere parlato dalla maggior parte degli abitanti nelle sue aree storiche di diffusione. Tuttavia, mentre ad Andorra è generalmente usato in una situazione di monolinguismo e nella Catalogna spagnola in una situazione di bilinguismo con lo spagnolo (sia in contesti ufficiali che privati), nella Catalogna francese e ad Alghero, in Italia, è parlato prevalentemente in ambiti domestici ed informali.